# Мостова (Новосибірська область)
Мостова (рос. Мостовая) — присілок у Новосибірському районі Новосибірської області Російської Федерації.
Входить до складу муніципального утворення Раздольненська сільрада. Населення становить 0 осіб (2010).

## Історія
Згідно із законом від 2 червня 2004 року органом місцевого самоврядування є Раздольненська сільрада.

## Населення
| 2002 | 2007 | 2010 |
| ---- | ---- | ---- |
| 0    | ↗2   | ↘0   |